# Arop-lokep
L’arop-lokep (ou arop-lukep ou lukep ou moromiranga ou siasi ou siassi ou tolokiwa) est une des langues ngero-vitiaz, parlée par 3 020 locuteurs (recensement de 2000) dans le détroit de Vitiaz et la chaîne Siassi, sur quatre îles : Arop sur Long et Crown, dans la province Madang, district Saidor ; lokep sur Tolokiwa et sur une pointe d'Umboi, dans la province de Morobe, district de Siassi. Ses dialectes sont l'arop (ou poono) et le lokep (ou lukep ou lokewe). C'est une langue SVO.